# برلانگا
برلانگا (به اسپانیایی: Berlanga, Badajoz) یک شهرستان در اسپانیا است که در استان باداخس واقع شده‌است.